# 內尼冰川
68°15′S 66°25′W / 68.250°S 66.417°W
內尼冰川（英語：Neny Glacier）是南極洲的冰川，位於南極半島西部，最終注入內尼港，它與吉布斯冰川一同佔據內尼港和默凱特冰山麓之間的盆地。